# Ely (Iowa)
Pour les articles homonymes, voir Ely (homonymie).
Ely est une ville du  comté de Linn, en Iowa, aux États-Unis. Elle est fondée en 1872 et incorporée le 12 août 1903.

## Source de la traduction
- (en) Cet article est partiellement ou en totalité issu de l’article de Wikipédia en anglais intitulé « Ely, Iowa » (voir la liste des auteurs).